# Trent Richardson
Trent Jamond Richardson (Pensacola, 10 luglio 1990) è un giocatore di football americano statunitense attualmente free agent, che milita nel ruolo di running back per i Caudillos de Chihuahua della Liga de Fútbol Americano Profesional (LFA). Fu scelto come terzo assoluto nel Draft NFL 2012 dai Cleveland Browns. Al college giocò a football per Alabama. Durante i suoi tre anni al college, Trent guidò Alabama a due vittorie del BCS National Championship e a un SEC Championship. Fu selezionato come All-American, vinse il Doak Walker Award e fu finalista dell'Heisman Trophy nel 2011. Resosi eleggibile per il Draft NFL 2012, Richardson fu definito forse il miglior running back selezionabile dai tempi di Adrian Peterson.

## Carriera professionistica

### Draft NFL 2012
All'inizio della sua terza stagione al college, Richardson era considerato un dei migliori running back disponibili nel successivo Draft, fino a venire pronosticato anche come quarta scelta assoluta. Le sue solide prestazioni sul campo, in sostituzione di Mark Ingram, rafforzarono queste convinzioni. Nell'ottobre 2011, Tony Pauline di Sports Illustrated lo classificò al numero tre tra i prospetti di metà stagione , parlando della sua "eccezionale combinazione di rapidità, forza e velocità". Dopo aver subito un intervento minore al ginocchio nel febbraio 2012, Richardson non partecipò alla NFL Combine. In seguito decise di non partecipare nemmeno all'Alabama Pro Day il 7 marzo. Richardson tenne il suo personale Pro Day il 27 marzo.
Nel marzo 2012, Richardson fu largamente pronosticato come sesta scelta assoluta, mentre Cleveland Browns, Tampa Bay Buccaneers e St. Louis Rams furono considerate le squadre maggiormente interessate. L'ex vice presidente dei Colts Bill Polian descrisse Trent come uno dei "tre giocatori sicuri" del Draft 2012.
Il 26 aprile 2012, giorno del draft, Richardson fu chiamato come terzo assoluto dai Cleveland Browns che per salire di posizione nel draft scambiarono la loro quarta scelta assoluta e le scelte del quarto, quinto e settimo giro coi Minnesota Vikings in cambio della terza del primo giro.

### Cleveland Browns

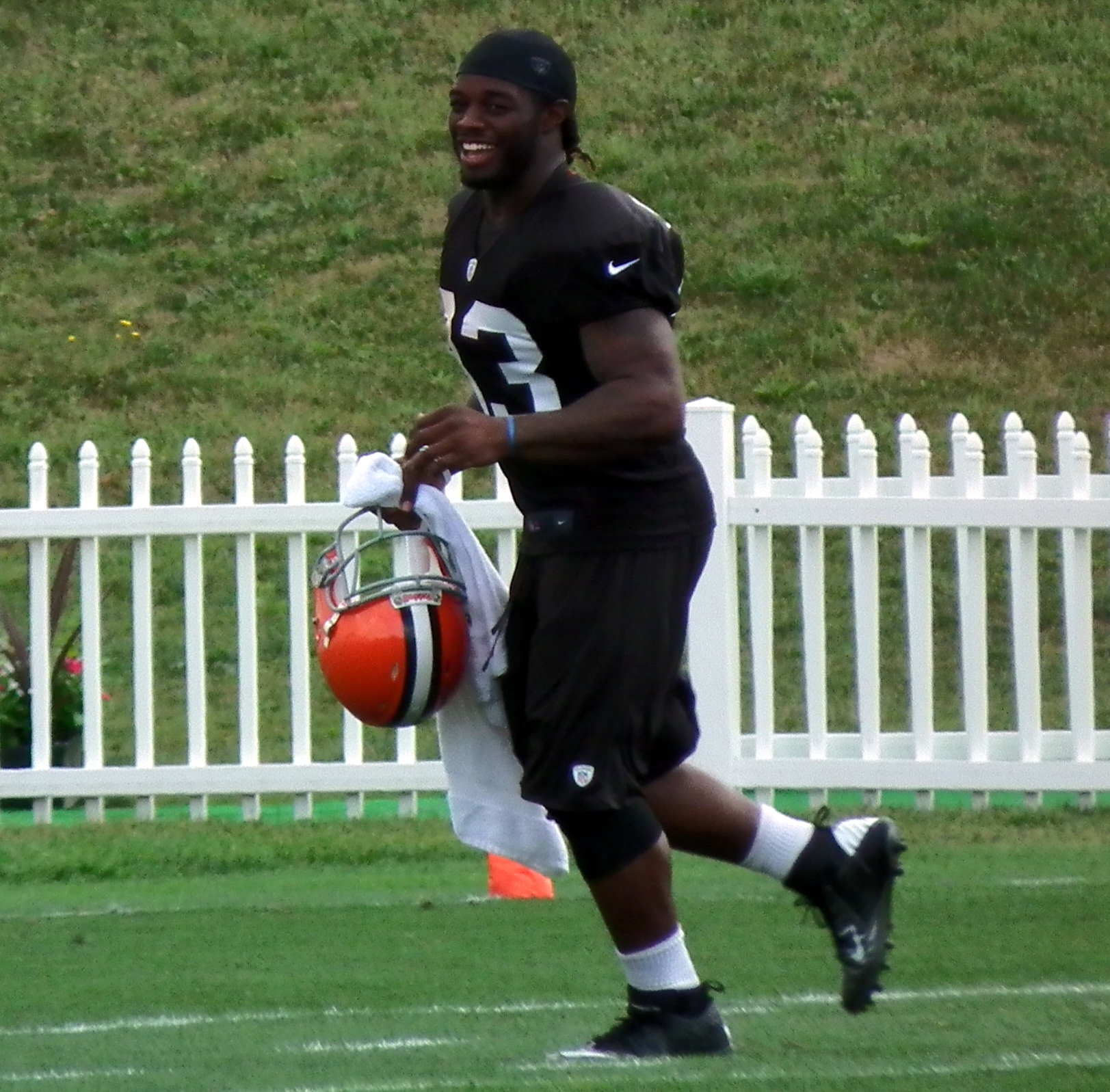
Richardson nel training camp 2012.

Il 23 luglio 2012, Richardson firmò coi Browns un contratto quadriennale del valore di 20,4 milioni di dollari, tutti garantiti, compresi 13,6 milioni di bonus alla firma. Il 9 agosto, Trent si sottopose a un intervento minore in artroscopia volto a ripulire la cartilagine del ginocchio che lo costrinse a rimanere fuori per un periodo di tre settimane, recuperando in tempo per il debutto stagionale del 9 settembre contro i Philadelphia Eagles. Nel suo debutto professionistico, Trent guidò i Browns con 39 yard corse su 19 tentativi, nella sconfitta punto a punto con gli Eagles. Nel turno successivo i Browns furono ancora sconfitti contro i Cincinnati Bengals ma Trent giocò la sua prima grande partita correndo 109 yard segnando un touchdown su corsa e uno su ricezione. Fu il primo rookie della storia dei Browns a correre per oltre 100 yard e segnare un touchdown su corsa e ricezione nella stessa partita. Per questa prestazione vinse il premio di rookie della settimana.
Nella settimana 3 i Browns furono nuovamente sconfitti dai Buffalo Bills: Trent corse solamente 27 yard su 12 tentativi ma segnò il secondo touchdown su corsa in carriera. Nel Thursday Night Football della settimana 4 i Browns persero contro i loro rivali di division, i Baltimore Ravens: Richardson corse 47 yard e segnò il suo terzo touchdown consecutivo, oltre a ricevere 4 passaggi per 57 yard.
Nel turno successivo i Browns scesero per la prima volta a un record di 0-5 dopo il ritorno della franchigia nella NFL nel 1999: contro i Giants il running back corse 81 yard e segnò un touchdown oltre a ricevere 5 passaggi per altre 47 yard. Nella settimana 6, finalmente i Browns vinsero la prima gara della stagione contro i Cincinnati Bengals con Richardson che corse 37 yard prima di uscire dal campo per un infortunio . La squadra tornò a perdere nella gara successiva contro gli Indianapolis Colts con Trent che corse solamente 8 yard su 8 tentativi venendo condizionato da un infortunio alla costola.
I Browns vinsero la seconda gara stagionale nella settimana 8 contro i San Diego Chargers con Trent che trascinò la squadra con 122 yard corse e il touchdown decisivo per l'esito della partita. Nella settimana 9 i Browns persero contro i Ravens col running back che corse 105 yard . Dopo la settimana di pausa Cleveland mise in seria difficoltà i Dallas Cowboys ma finì per perdere ai supplementari. Il rookie corse 95 yard su 28 tentativi.
La terza vittoria stagionale per i Browns giunse nella settimana 12 contro i Pittsburgh Steelers: Richardson corse 85 yard e segnò un touchdown. La domenica successiva Cleveland vinse la seconda gara consecutiva col rookie che corse 72 yard e segnò un altro touchdown. La terza gara vinta di seguito dai Browns contro i Kansas City Chiefs fu la striscia positiva più lunga dal 2009. Richardson contribuì segnando due touchdown su corsa.
La serie positiva di Cleveland si concluse contro i Washington Redskins nella settimana 15. Grazie ai due touchdown segnati nella partita, Trent batté il record di franchigia di Jim Brown per TD segnati da un rookie che resisteva da 55 anni. Trent saltò l'ultima gara della stagione per infortunio, concludendo la sua annata da rookie con 950 yard corse e 12 touchdown totali, 11 su corsa e uno su ricezione. A fine anno fu classificato al numero 71 nella classifica dei migliori cento giocatori della stagione.

### Indianapolis Colts
Dopo due gare dall'inizio della stagione 2013, il 18 settembre i Browns scambiarono tra la sorpresa generale Richardson con gli Indianapolis Colts in cambio della scelta del primo giro del Draft NFL 2014. Partito dalla panchina nella prima gara con la nuova maglia, Trent segnò un touchdown nel suo primo possesso coi Colts, contribuendo alla vittoria sui San Francisco 49ers. Un altro TD lo segnò la settimana successiva in cui i Colts si sbarazzarono facilmente dei Jacksonville Jaguars. Seguirono settimane su settimane di prestazioni deludenti in cui Richardson non corse mai più di 56 yard, fino a un minimo di 2 yard corse nella settimana 10 contro i Rams, portandolo infine a perdere il posto da titolare in favore di Donald Brown all'alba della settimana 13. Due settimane dopo tornò a giocare una discreta prestazione correndo un massimo stagionale di 64 yard e segnando un touchdown su ricezione nella vittoria sugli Houston Texans. Nell'ultima settimana della stagione, Richardson segnò il suo primo touchdown su corsa dalla settimana 4 nella vittoria sui Jaguars.
Richardson, nella prima corsa in carriera tentata nei playoff, commise un fumble contro i Kansas City Chiefs nel turno delle wild card. Gli avversari recuperarono il pallone perso e lo convertirono in un touchdown.
Nella settimana 2 della stagione 2014, Richardson corse 79 yard, una cifra mai raggiunta nella stagione precedente, con tre corse da oltre 10 yard, ma la sua prova fu macchiata da 2 fumble, di cui uno perso. Il primo touchdown giunse due settimane dopo nella netta vittoria sui Titans e il secondo nella settimana 6 contro i Texans.
Il 12 marzo 2015, dopo che i Colts acquisirono Frank Gore, Richardson fu svincolato. In quel momento, tra tutti i running back ad avere avuto almeno 500 possessi dalla fusione del 1970, il giocatore aveva la seconda media più bassa di yard per corsa (3,3).

### Oakland Raiders
Il 17 marzo 2015, Richardson firmò un contratto biennale con gli Oakland Raiders. Tuttavia venne svincolato solamente dopo la terza gara di pre-stagione, il 31 agosto 2015.

### Baltimore Ravens
Dopo avere passato l'intera stagione 2015 lontano dai campi di gioco, il 28 febbraio 2016 Richardson firmò con i Baltimore Ravens. Il 2 agosto 2016 fu svincolato, optando inizialmente per il ritiro.

### Birmingham Iron
Nel 2018, Richardson firmò con i Birmingham Iron della Alliance of American Football per la stagione 2019.

## Palmarès
- Rookie della settimana: 1

2ª del 2012
College
- Campione NCAA: 2

Alabama Crimson Tide: 2009, 2011
- Doak Walker Award - 2011

## Statistiche
| Partite totali      | 46    |
| Partite da titolare | 37    |
| Yard su corsa       | 2.032 |
| Touchdown su corsa  | 17    |